# 短咽科
短咽科（学名：Brachylaimidae），是有壁目下的一个科。

## 下级分类
本科包括以下属：
- 短咽属 Brachylaima Dujardin, 1843
- 滑口属 Glaphyrostomurn Braun
- 后口属 Postharmostomum Witenberg， 1923